# Ауэрбах, Иван Богданович
Иван Богданович Ауэрбах (31 августа [12 сентября] 1815, Москва — 6 [18] ноября 1867, Москва) — российский геолог и минералог, профессор; государственный советник.

## Биография
Родился 31 августа (12 сентября) 1815 года в евангелическо-лютеранской семье московского аптекаря.
Окончил с серебряной медалью курс фармацевтических наук в московском отделении Медико-хирургической академии и был утверждён кандидатом медицины (1833). С января 1835 года — провизор 1-го отделения, с июня 1836 года — аптекарь 1-го отделения.
Учился в Берлинском университете; изучал минералогию у Вейса и Розе, а химию у Рамельсберга. Получив степень доктора, вернулся в Москву, где продолжил занятия минералогией вместе со своим другом Рудольфом Германом — вместе с ним исследовал Урал и Финляндию.
В 1851 году И. Б. Ауэрбах был избран вторым секретарём Императорского Московского общества испытателей природы и оставался на этой должности до конца жизни.
С сентября 1853 года был преподавателем минералогии и геогнозии Константиновского межевого института.
В 1854 году Русским географическим обществом был командирован для исследования месторождений серы горы Богдо в Каспийской степи. Занимался также изучением геологии подмосковного края; он автор ряда работ о московской юре, клинском песчанике, хотьковском меле, тульской каменноугольной формации и др.
Долгое время, с 1861 года, И. Б. Ауэрбах был хранителем минералогических коллекций Московского университета, где читал лекции по минералогии.
В 1864 году по представлению руководства университета он был пожалован орденом Св. Станислава 3-й степени.
С 1865 года — профессор, первый заведующий кафедрой минералогии и геогнозии Петровской земледельческой и лесной академии.
Умер 6 (18) ноября 1867 года в Москве. Похоронен на Введенском кладбище (уч. 3).
По завещанию И. Б. Ауэрбаха, его библиотека, минералогические и палеонтологические коллекции были переданы академии, в том числе 90 метеоритов.

## Основные публикации
- J. Auerbach «Notiz ueber einige Pflanzen — versteinenrungen aus einem Sandsteine des Moskovischen Gouvernements». —  Bull. Soc. Nat. Moscou, 1844.
- Гора Богдо: Исследования, произведенных по поручению Имп. Рус. геогр. о-ва, в 1854 г. чл.-сотр. И. Б. Ауэрбахом / С предисл. Г. Траутшольда. — СПб.: тип. В. Безобразова и К°, 1871. — [4], II, 81 с., 5 л. ил.: табл.
- J. Auerbach Und H. Trautschold Ueber die Kohlen von Central-Russland. (Об углях Центральной России) — М., 1860.